# Карол Сверчевски
Карол Карлович Сверчевски или Ка̀рол Ва̀цлав Шверчѐвски (на полски: Karol Wacław Świerczewski; на руски: Ка́роль Ка́рлович Сверче́вский), с псевдоним генерал Валтер, е съветски и полски офицер (генерал-полковник), полски политик, деец на полското и международното работническо движение.

## Биография
Сверчевски е роден на 22 февруари 1897 г. в работническо семейство. През 1909 г. работи във фабрика.
През септември 1915 г. първоначално отива в Казан, но после заминава за Москва. Участва в Октомврийската революция от 1917 г. Член е на Полската работническа партия и на Всесъюзната комунистическа партия (болшевики) от 1918 г., когато постъпва в Червената армия, като от 1929 до 1936 г. е в нейния Генерален щаб.
Взема участие в Гражданска война в Испания (1936 – 1939), като командва 14-а интернационална бригада, после дивизия „А“ и 35-а дивизия.
Изявява се като преподавател през 1940 – 1941 г. във Военната акдемия „Фрунзе“. През 1943 г. той е сред организаторите на полската армия в СССР, като през 1944 г. командва 2-ра полска армия.
От 1944 г. е член на ЦК на ПРП и заместник-министър на отбраната през 1946 – 47 г.
Убит е от украински националисти на 28 март 1947 г. Неговото убийство се използва от полските власти като повод за изселване на украинското население от Западна Полша в Украйна.